# Somogyszil
Somogyszil é um município da Hungria, situado no condado de Somogy. Tem 38,46 km² de área e sua população em 2019 foi estimada em 766 habitantes.